# Ernest Łuniński

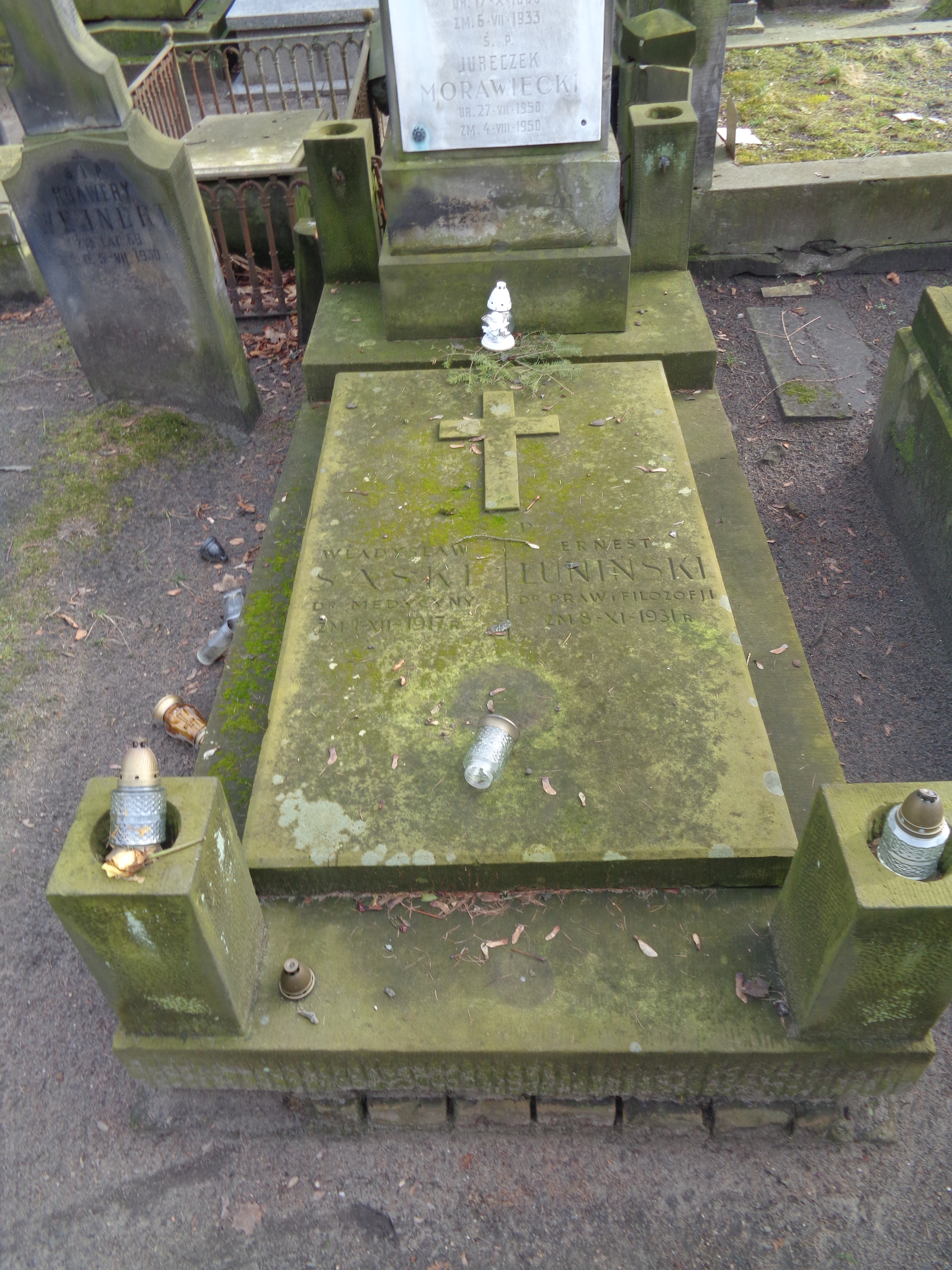
Grób Ernesta Łunińskiego na cmentarzu Powązkowskim

Ernest Arnold Łuniński, właśc. Ernest Arnold Deiches, pseud. Włodzimierz Koszyc (ur. 1868, zm. 10 listopada 1931 w Warszawie) – polski historyk i publicysta żydowskiego pochodzenia, doktor prawa.

## Życiorys
Skończył kilka wydziałów Uniwersytetu Jagiellońskiego. Przeszedł na katolicyzm. 
Minister wyznań i oświaty reskryptem  z 19 czerwca 1905 zamianował zastępcę nauczyciela C. K. II szkoły realnej we Lwowie dra Ernesta Łunińskiego rzeczywistym nauczycielem w C. K. Gimnazjum w Buczaczu. Reskryptem z 19 marca 1908 C. K. Rada Szkolna Krajowa przydzieliła nauczyciela C. K. Gimnazjum w Buczaczu, dra prawa Ernesta Łunińskiego do C. K. II Gimnazjum w Stanisławowie z wykładowym językiem polskim.
W latach 1915–1917 działacz polityczno-publicystyczny propagujący sprawę polską. Po odzyskaniu niepodległości przez Polskę wykładał historię na Wydziale Publicystyki i Dziennikarstwa przy Szkole Nauk Politycznych w Warszawie.
Autor takich publikacji jak: Sprawa Żydowska w czasie Sejmu Wielkiego, Berek Joselewicz (Lwów 1908), Napoleon (Legiony i Księstwo Warszawskie) (Warszawa 1911) i inne.
Zmarł 10 listopada 1931. 12 listopada 1931 został pochowany na cmentarzu Powązkowskim w Warszawie (kwatera 11-4-29).